# Radek Dlouhý
Radek Dlouhý (* 13. ledna 1982, Praha) je bývalý český hokejový útočník. Je odchovancem klubu Slavia Praha. V pražském klubu začínal v juniorských letech a posléze byl i pravidelným členem základní sestavy extraligového týmu, za který odehrál 333 zápasů a v ročníku 2002/03 získal titul. V roce 2007 přestoupil do Komety Brno, kde hrál do roku 2013. Po hostování v HC Energie Karlovy Vary (2013/14) a HC Olomouc (2014/15) odešel na Slovensko, kde hrál s výjimkou části sezóny 2016/17 v dresu MHC Martin za Duklu Trenčín. Po sezóně 2018/19 ukončil hráčskou kariéru.

## Hráčská kariéra
- 1999-00 HC Slavia Praha (E)

HC Slavia Praha - jun. (E)
- 2000-01 HC Slavia Praha (E)

SK HC Baník Most (2. liga)
SK HC Baník Most (baráž o 1. ligu)
HC Slavia Praha - jun. (E)
- 2001-02 HC Slavia Praha (E)

KLH Chomutov (1. liga)
HC Rebel Havlíčkův Brod (2. liga)
HC Slavia Praha - jun. (E)
- 2002-03 HC Slavia Praha (E)

SK Kadaň (1. liga)
HC Slavia Praha - jun. (E)
- 2003-04 HC Slavia Praha (E)
- 2004-05 HC Slavia Praha (E)
- 2005-06 HC Slavia Praha (E)
- 2006-07 HC Slavia Praha (E)
- 2007-08 HC Kometa Brno (1. liga)
- 2008-09 Neuchatel Young Sprinters (SWI)
- 2009-10 HC Kometa Brno (E)
- 2010-11 HC Kometa Brno (E)
- 2011-12 HC Kometa Brno (E)
- 2012-13 HC Kometa Brno (E)
- 2013-14 HC Energie Karlovy Vary (E)
- 2014-15 HC Olomouc (E)
- 2015-16 HC Dukla Trenčín
- 2016-17 HC Dukla Trenčín, MHC Martin
- 2017-18 HC Dukla Trenčín